# Menschenrechtsorganisation
Menschenrechtsorganisationen sind Organisationen, die gegen Menschenrechtsverletzungen kämpfen. Die Allgemeine Erklärung der Menschenrechte von 1948 spielt in ihrer Arbeit eine bedeutende Rolle. Menschenrechtsorganisationen versuchen etwa bei Inhaftierung politischer Häftlinge, drohender Todesstrafe oder Verfolgung ethnischer Minderheiten durch Organisation von Kundgebungen, Protestschreiben oder Presseerklärungen politische Prozesse zu beeinflussen oder in Gang zu setzen.
Menschenrechtsorganisationen sind meist nichtstaatliche Organisationen, ähnlich wie beispielsweise Bürgerrechtsbewegungen. In der Regel werden sie durch Spenden, ehrenamtliche Mitglieder und durch die Fürsprache prominenter Förderer unterstützt.

## Geschichte und Ausrichtung
In den 1970er Jahren begannen Aktivisten in West-Europa und den USA sich vermehrt für Menschenrechte zu engagieren. Den Gipfel des Ansehens erreichten Menschenrechtsorganisationen nach dem Ende des Kalten Krieges in den 1990er Jahren, als sie sich um die Absetzung alter Eliten in Osteuropa und der Verfolgung von Diktatoren in Lateinamerika verdient machten.
Samuel Moyn wertete 2018, dass Menschenrechtspolitik in diesen ersten Jahrzehnten die wachsende ökonomische Ungleichheit in den Gesellschaften ignoriert hätte. Abhängig von Spenden und Unterstützung durch die Reichen, könnten Menschenrechtsorganisationen oft wie Verbündete Neoliberalistischer Eliten wirken, die Gefahr liefen, die Unterstützung der Bevölkerungsmehrheit zu verlieren, während sie ein Wirtschaftssystem begleitet hätten, das extremem Populismus und Nationalismus den Weg bereitet hat. Bedeutende humanitäre Stiftungen erkannten das nach 2015 und gaben an, sich mehr der Bekämpfung von Ungleichheit zu widmen.